# Joppa linearis
Joppa linearis är en stekelart som först beskrevs av Joseph Kriechbaumer 1898.  Joppa linearis ingår i släktet Joppa och familjen brokparasitsteklar. Inga underarter finns listade i Catalogue of Life.